# Pałac w Ulanowicach
Pałac w Ulanowicach – zabytkowy pałac, w Ulanowicach,  położonych w województwie opolskim, w powiecie nyskim, w gminie Otmuchów
Piętrowy pałac wybudowany na planie prostokąta na przełomie XVI i XVII w. w stylu renesansowym. Kryty dachem czterospadowym. Przebudowany około połowy XVIII w. w stylu późnobarokowym. Fasada sześcioosiowa, z asymetrycznym głównym wejściem do budynku z kamiennym portalem zwieńczonym półkoliście (kluczem zwornikiem). Nad portalem kartusz z dwoma herbami: z lilijką (i trzema liśćmi u jej szczytu, L) i von Gilgenheimb (P). Narożniki są akcentowane lizenami, część otworów okiennych w prostokątnych obramieniach uszatych wykonanych w tynku, w elewacji tylnej okna z renesansowymi kamiennymi obramieniami sfazowanymi od 1/3 wysokości. Większość pomieszczeń nakryta płaskimi stropami z sufitami z fasetą i plafonami, w dwóch zachowane sklepienia: klasztorne z lunetami i kolebkowe z lunetami. W sieni znajdowały się dwa kamienne, renesansowe portale. Obecnie stanowi własność prywatną.
Pałac jest częścią zespołu z XVI-XVIII, XIX w., nr rej.: 901/64 z 23.05.1964, w skład którego wchodzą jeszcze:
- park krajobrazowy, nr rej.: 132/86 z 28.02.1986[2]
- kaplica pałacowa  w stylu klasycystycznym z około 1800 r. Zbudowana na skraju parku, na planie prostokąta, kryta dachem dwuspadowym z ośmioboczną sygnaturką. Kaplica jest murowana, otynkowana, z portykiem kolumnowym złożonym z czterech kolumn w typie doryckim, podtrzymujących trójkątny szczyt.

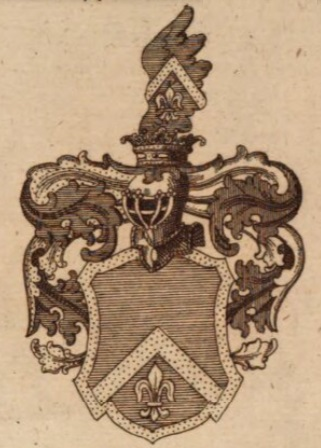
Herb Johanna Witte (odmiana)
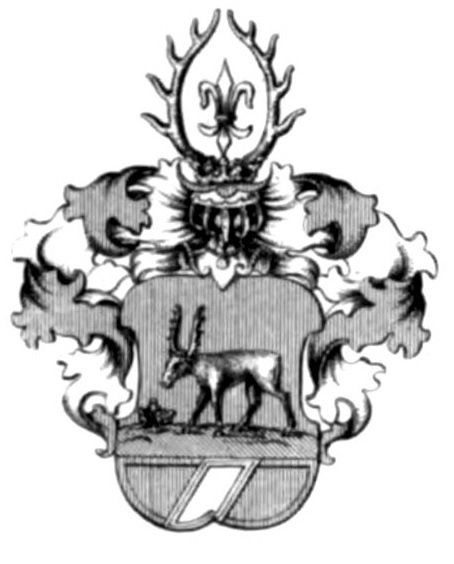
Herb Augusty von Gilgenheimb
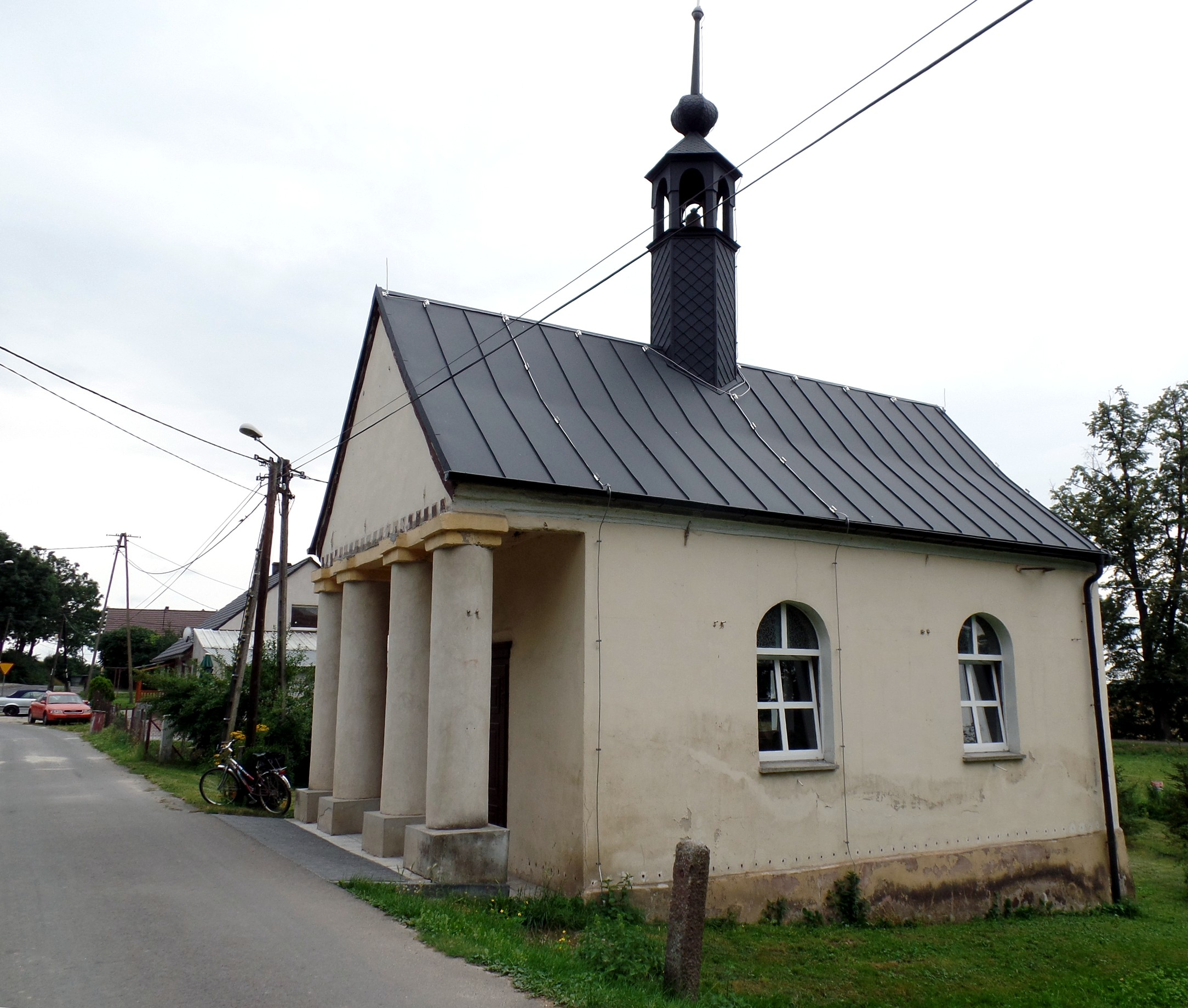
Kaplica pałacowa